# Christine Adams
Christine Adams (ur. 28 lutego 1974 w Georgsmarienhütte) – niemiecka lekkoatletka, specjalizująca się w skoku o tyczce.
Lekkoatletyczną karierę zaczynała od skoku w dal i rzutu dyskiem.

## Osiągnięcia
- srebrny medal halowych mistrzostw Europy (Sztokholm 1996)
- srebro halowych mistrzostw Europy (Gandawa 2000)
- była rekordzistka kraju (4,02 18 czerwca 1995 Duisburg)[2]

## Rekordy życiowe
- skok o tyczce (stadion) – 4,40 (2002)/ 4,42 (2001, wynik nieratyfikowany przez iaaf)
- skok o tyczce (hala) – 4,66 (2002)